# إبراهيم فريد ديدي
الأمير إبراهيم فريد ديدي هو ابن السلطان عبد المجيد ديدي. كان شقيق الملك محمد فريد ديدي من جزر المالديف. قضى الأمير إبراهيم فريد معظم حياته في مصر. أعلنه أنصار الملك ملكًا لجزر المالديف عندما كان الملك محمد فريد قد توفي في عام 1969  لكنه لم يعلن عن العرش من تلقاء نفسه.
| إبراهيم فريد ديدي House of Huraa |                                                                             |        |
| ألقاب ادعائيَّة بِالأحقيَّة           |                                                                             |        |
| سبقه محمد فريد ديدي              | — المنصب — سلاطين المالديف سبب فشل خلافة المنصب: Monarchy abolished in 1968 | تبعه ? |